# دشت لتحر
دشت لتحر هي قرية في مقاطعة كاشان، إيران. يقدر عدد سكانها بـ 159 نسمة بحسب إحصاء 2016.